# RAMPART-A

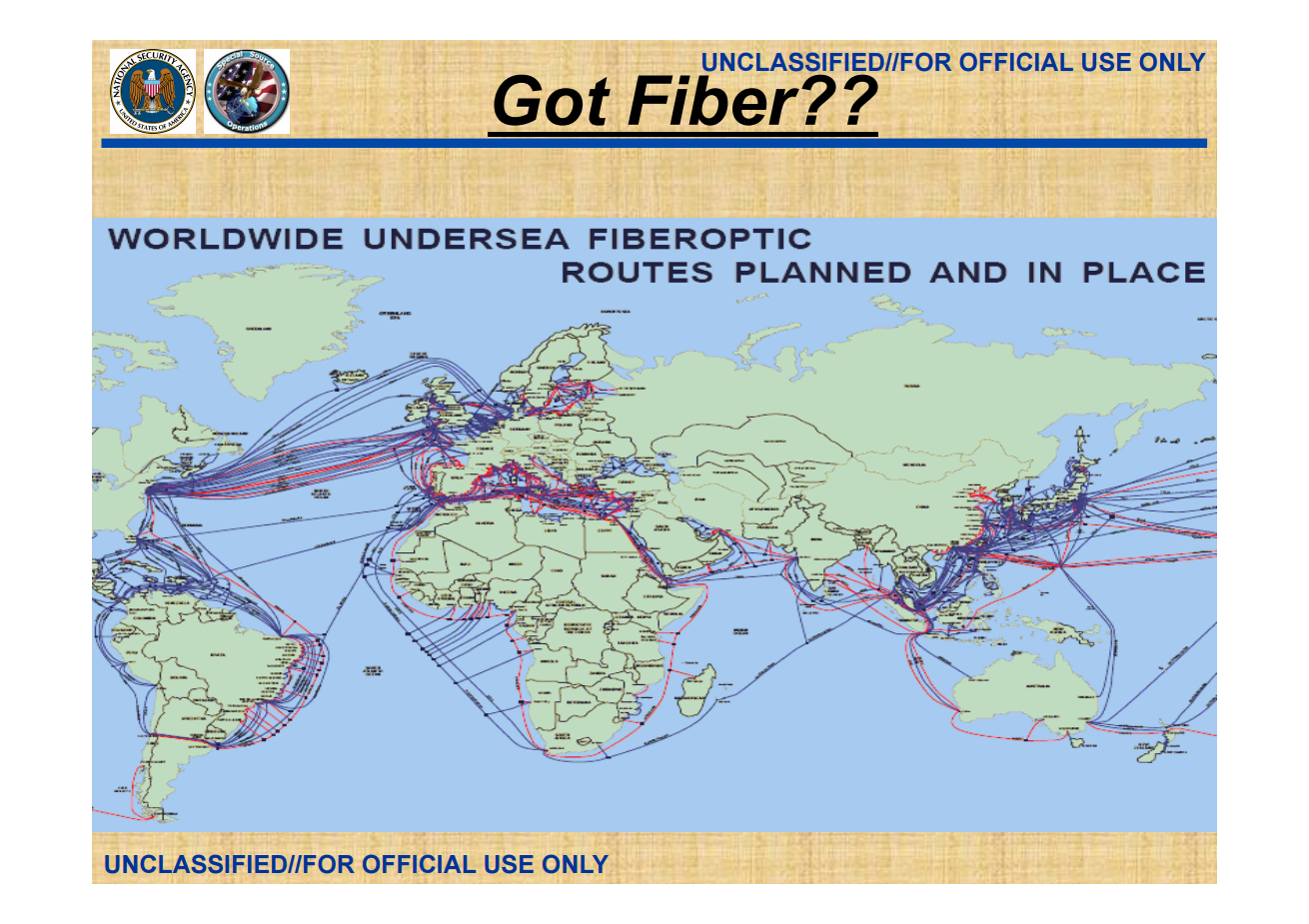
Captura de pantalla de una de las diapositivas no clasificadas de los documentos de alto secreto publicados. El objetivo del programa es acceder a estos cables de fibra óptica.

La NSA tiene una lista de "países aprobados para realizar actividades SIGINT" que se dividen en dos grupos según su nivel de cooperación con la NSA.
Socios de segundo nivel
Socios de tercer nivel

RAMPART-A es el nombre en clave del programa de vigilancia masiva global y de asociación de inteligencia de señales a nivel mundial dirigido por la Agencia de Seguridad Nacional de Estados Unidos (NSA). El objetivo del programa es «obtener acceso a los cables de fibra óptica internacionales de alta capacidad que transitan por los principales puntos de congestión del mundo».
La NSA trabaja en cooperación secreta con los países aliados, que alojan los equipos estadounidenses y proporcionan acceso a los cables de fibra óptica. En 2013, el programa tenía «acceso a más de 3 terabits por segundo de transmisión de datos en todo el mundo y abarca todas las tecnologías de comunicación, como voz, fax, télex, módem, correo electrónico, chat en Internet, red privada virtual (VPN), voz sobre IP (VoIP) y registros de llamadas de voz», y había un total de 37 países asociados, incluidos 17 Estados miembros de la Unión Europea.
La asociación entre la NSA y el país socio tiene dos condiciones para llegar a un acuerdo. La primera es que los países asociados no utilizarán la tecnología de la NSA para recopilar datos de ciudadanos estadounidenses. La segunda es que la NSA no utilizará el acceso que se le ha concedido en los países socios para recopilar datos sobre los ciudadanos de los países anfitriones. Aunque estas condiciones tienen excepciones, la NSA no indica cuáles son esas excepciones. Según Edward Snowden, estos acuerdos entre la NSA y sus países asociados son vagos y se pueden eludir fácilmente.
El programa fue revelado públicamente en junio de 2014, por el periódico danés Dagbladet Information y por The Intercept. La revelación del programa se basó en como parte de las filtraciones del antiguo contratista de la NSA, Edward Snowden.
Según un informe de inteligencia clasificado de la NSA en 2010, RAMPART-A se utilizó en todas las líneas de análisis y producción de la NSA, y en el año anterior (2009), se redactaron más de 9000 informes de inteligencia basados únicamente en los datos de RAMPART-A.
El programa comenzó en 1992, costando alrededor de 170 millones de dólares entre 2011 y 2013.
XKeyscore está implementado en la arquitectura del programa.

## Socios
Los países socios se dividen en dos grupos según su nivel de cooperación, "Segundo" y "Tercero".
Para el país socio anfitrión, Estados Unidos proporciona herramientas y equipos de procesamiento y análisis, lo que significa que los países socios pueden utilizar las herramientas de la NSA para procesar y analizar los datos que fluyen dentro y fuera de su país. Es probable que no todos los países asociados cuenten con sitios RAMPART-A; en 2013 la NSA había establecido al menos 13 sitios RAMPART-A, nueve de los cuales estaban en estado activo. Tres de los sitios más grandes, AZUREPHOENIX, SPINNERET y MOONLIGHTPATH recogen el tráfico de unos 70 cables o redes diferentes.
Países socios de segundo nivel (miembros de los Cinco Ojos):
- Australia
- Canadá
- Nueva Zelanda
- Reino Unido

Países socios de tercer nivel:
- Alemania

- Argelia
- Arabia Saudita
- Austria
- Bélgica
- Corea del Sur
- Croacia
- Dinamarca
- Emiratos Árabes Unidos
- España
- Etiopía
- Finlandia
- Francia
- Grecia
- Hungría
- India
- Israel
- Italia
- Japón
- Jordania
- Macedonia
- Países Bajos
- Noruega
- Pakistán
- Polonia
- República Checa
- Rumania
- Singapur
- Suecia
- Taiwán
- Tailandia
- Tunisia
- Turquía